# Das Lied von Bernadette
Das Lied von Bernadette ist ein 1941 erschienener Roman von Franz Werfel, der das Leben der heiligen Bernadette Soubirous von Lourdes beschreibt.

## Vorbemerkung
Franz Werfel hatte auf der Flucht vor den Nationalsozialisten mit seiner Frau Alma im Sommer 1940 für mehrere Wochen Herberge in Lourdes gefunden, bevor es ihnen möglich war, über die Pyrenäen und weiter nach Amerika zu fliehen. Franz Werfel schreibt in seinem Vorwort zu dem Roman, dass er auf diese Weise die wundersame Geschichte des Mädchens Bernadette Soubirous kennenlernte. In seiner großen Bedrängnis habe er eines Tages ein Gelübde abgelegt: wenn er die rettende Küste Amerikas erreiche, werde er als erstes vor jeder anderen Arbeit „das Lied von Bernadette singen“, so gut er es könne: 

„Ich habe es gewagt, das Lied von Bernadette zu singen, obwohl ich kein Katholik bin, sondern Jude. Den Mut zu diesem Unternehmen gab mir ein weit älteres und viel unbewußteres Gelübde. Schon in den Tagen, da ich meine ersten Verse schrieb, hatte ich mir zugeschworen, immer und überall durch meine Schriften zu verherrlichen das göttliche Geheimnis und die menschliche Heiligkeit – des Zeitalters ungeachtet, das sich mit Spott, Ingrimm und Gleichgültigkeit abkehrt von diesen letzten Werten unseres Lebens.“

In Amerika angekommen, schrieb Werfel den Roman in nur fünf Monaten nieder. Er wurde Werfels kommerziell erfolgreichstes Werk.

## Widmung
Das Buch ist Manon Gropius gewidmet. Sie war das Kind von Alma Mahler-Werfel und ihrem zweiten Mann Walter Gropius. Das Mädchen starb 1935 an Kinderlähmung, nachdem Alma Mahler-Werfel und Franz Werfel sie fast ein Jahr lang aufopferungsvoll gepflegt hatten. Alma Mahler, die bereits zwei Töchter aus ihrer ersten Ehe mit dem Komponisten Gustav Mahler hatte, von denen eine ebenfalls früh verstarb, hatte ihr drittes Kind sehr geliebt und es dauerte viele Jahre, bis sie dessen Tod überwinden konnte.

## Handlung
Bernadette Soubirous ist das älteste Kind der Eheleute Soubirous, die nach dem Verlust ihrer Mühle in großer finanzieller Not im ehemaligen Gefängnis des Ortes Unterkunft gefunden haben. Bernadette leidet an Asthma und fehlt deshalb oft im Schulunterricht. Nachdem sie mit ihrer jüngeren Schwester und einer Schulfreundin zum Holzsuchen außerhalb des Ortes war, bleibt Bernadette in der Nähe des Flusses Gave de Pau allein zurück. Die Stelle wird als eine Art Deponie des Ortes genutzt und heißt Massabielle. Hier erscheint ihr plötzlich und unerwartet in einer Nische der Grotte „eine wunderschöne Dame“. Sie trägt ein weißes Kleid mit einem blauen Gürtel. Sie ist barfüßig und hat auf jedem Fuß eine goldene Rose. Als Bernadette „die Dame“ am nächsten Tage wiedersieht, wünscht diese, dass sie die nächsten fünfzehn Tage wiederkommen möge.
Franz Werfel beschreibt nun die Folge der Erscheinungen zu Massabielle. Bernadette bleibt dabei gegenüber Lob oder Tadel gleichmütig, allein ihr Wunsch, die „Dame“ wieder zu sehen, bleibt übermächtig. Bei einer der Erscheinungen gibt die „Dame“ Bernadette den Auftrag, nach einer Quelle in Massabielle zu graben. Und tatsächlich findet sich Wasser, das eine wunderbare Wirkung hat, was Menschen aus nah und fern anzieht.
Als junge Frau tritt Bernadette in das Kloster Saint-Gildard der Barmherzigen Schwestern in Nevers ein, wo die Novizenmeisterin Mère Vauzous, die in Lourdes ihre Religionslehrerin war, immer wieder von Zweifeln am übernatürlichen Charakter der Erscheinungen und an der „Würdigkeit“ des einfachen Mädchens geplagt wird. Bernadette stirbt mit 35 Jahren an Knochentuberkulose. Das letzte Kapitel des Romans, Das fünfzigste Ave, eine Anspielung auf das Rosenkranzgebet, berichtet von der Heiligsprechung Bernadette Soubirous’ in Rom.

## Urheberrechte
Das Lied von Bernadette ist in der Europäischen Union seit dem 1. Januar 2016 gemeinfrei.

## Verfilmung
- 1944 Das Lied von Bernadette (Film)

## Hörspiele
Der Bayerische Rundfunk produzierte 1959 unter der Regie von Heinz-Günter Stamm nach Werfels Romanvorlage Das Lied von Bernadette als Hörspiel, bearbeitet von Fred von Hoerschelmann und Richard Miller mit Solveig Thomas als Bernadette, Walter Richter als François Soubirous und Edith Schultze-Westrum als dessen Frau Louise. Zwei weitere Funkfassungen wurden jeweils als Zweiteiler produziert.
- 1948: Das Lied von Bernadette – Produzent: BR; Bearbeitung: Robert Wega; Regie: Walter Ohm, mit Marianne Kehlau als Bernadette, Ernst Schlott als Erzähler, Walter Hilbring als Papst.
- 1954: Das Lied von Bernadette – Produzent: SWF; Bearbeitung: Robert Wega; Regie: Otto Kurth, mit Heidi Hausmann als Bernadette, Ludwig Cremer als Sprecher, Peter Esser als Papst.

- 1948: Das Lied von Bernadette (2 Teile) – Regie: Walter Ohm, mit Ernst Schlott, Walter Hilbring, Marianne Kehlau (BR)
- 1950: Das Lied der Bernadette – Regie: Ludwig Standl (ORF Vorarlberg)
- 1954: Das Lied von Bernadette (2 Teile) – Regie: Otto Kurth, mit Ludwig Cremer, Peter Esser, Heidi Hausmann (SWF)
- 1959: Das Lied von Bernadette – Regie: Heinz-Günter Stamm, mit Solveig Thomas, Robert Graf, Walter Richter, Edith Schultze-Westrum (BR)
- 1976: Das Lied der Bernadette – Regie: Ferry Bauer, mit Maria Hanke, Michael Pawlik, Silvia Goetzloff, Eva-Maria Aichner(ORF Oberösterreich)